# Herman Broekhuizen
Herman Johannes Broekhuizen (Den Haag, 14 juli 1922 – Den Haag, 21 maart 2012) was een Nederlandse kinderkoordirigent, radioprogrammamaker alsook schrijver en componist van vele kinderliedjes.

## Opleiding en werk
Broekhuizen volgde de kweekschool en haalde de hoofdakte. Daarnaast studeerde hij muziek aan het conservatorium in Den Haag. Bij de AVRO werd hij hoofd van de afdeling Jeugdprogramma's.
In 1946 werd hij dirigent van Kinderkoor Jacob Hamel. Tot in de jaren tachtig verschenen er platen van dit kinderkoor onder zijn leiding. Bijna 30 jaar lang maakte hij samen met Lily Petersen voor de AVRO het radioprogramma Kleutertje luister (1946-1975). In dit programma werden verhaaltjes verteld en liedjes gezongen met kinderen.
Hij richtte (op basis van een eerdere aanzet, de JARO van Herman Stok en zijn vriend Kees van Maasdam) in 1953 Minjon (Miniatuur Jeugd Omroep Nederland) op voor de AVRO. Hier konden jongeren onder professionele begeleiding zelf radioprogramma's maken. Die gelegenheid bestond tot 1970. In de jaren 1980 werd nog een poging gedaan Minjon opnieuw tot leven te wekken. Bij Minjon heeft een hele generatie radio- en tv-makers de eerste stappen gezet naar een carrière bij de omroep.

## Kinderliedjes van Herman Broekhuizen
Broekhuizen heeft vele kinderliedjes geschreven, waarvan er verschillende zo bekend zijn dat ze vaak onterecht als traditionele kinderliedjes worden beschouwd, zoals 'Elsje Fiederelsje', 'Opa Bakkebaard', 'Onder hele hoge bomen', 'Een treintje ging uit rijden', 'Helikopter, helikopter', 'Chauffeurtje mag ik mee met jou', 'Vlieg op dikke vlieg', 'Herfst herfst wat heb je te koop', 'Zie je de kastanjes aan de bomen' en sinterklaasliedjes zoals 'Piet heeft gesnoept van de pepernoten', 'Zwarte Zwarte Piet, wat laat je mij weer schrikken' en 'Zwarte Piet, wiede wiede wiet, ik hoor je wel, maar ik zie je niet'.
Hier volgt een lijst met liedjes van de hand van Herman Broekhuizen (mogelijk niet compleet).

### Tekstdichter en componist
Bron: o.a. Buma/Stemra.
- Aan tafel
- Agentje
- Alles is weg...
- Arme Hoepla
- Bakker, bakker wat doe je vandaag
- Beat van Piet
- Bel de brandweer!
- Brom-agent
- Chauffeurtje mag ik mee met jou
- Clowntje heeft een rode neus
- Clowntje Piet
- Daar komt de kleine broekeman
- Dansmeisje
- De dagen van de week
- De overweg
- De tandarts
- Door de straat, door de straat rijdt een autobus
- Drie klompjes
- Elsje Fiderelsje
- Een koetje en een kalfje die stonden in de wei
- Een kusje voor Katrijn
- Een treintje ging uit rijden
- Er liggen bolletjes in de grond
- Fluitmeisje
- Geitje mek mek mek
- Hein Tierelantijn
- Helikopter, helikopter, mag ik met je mee
- Herfst, herfst, wat heb je te koop
- Het gekke-gezichtenliedje
- Het is weer goed
- Hondje aan de lijn
- Hup agent
- Ieder zijn eigen weg
- Ik ben 'n ketel
- Ik weet het niet
- In de tuin van sinterklaas
- 't Is donker
- Jan Klaassen is terecht
- Jan was bang!
- Jimmy Cowboy
- Kaboutertjes drinken kabouterthee
- Katrijn
- Keukenconcert
- Kiespijndame
- Knuffel op vakantie
- Koetjes in 't stalletje
- Lammetje, lammetje, lammetje
- Lassie
- Links en rechts
- Loetje de Hoedjesman
- Loetje Lap
- Maanden van het jaar
- Marionneke
- Moet die pop gaan praten?
- Muggebeet een muggebeet
- Naar de poppendokter
- Onder hele hoge bomen (muziek gebaseerd op: Oh my darling Clementine)
- Opa Bakkebaard
- Op de fiets
- Oversteken
- Piet heeft gesnoept van de pepernoten
- Poppenkastliedje
- Raadseltjes
- Rood of groen, rood zijn de kersen
- Sipke
- Sneeuwman
- Snuffelhond
- Spaanse wals
- Ster is zover
- Tekkeltje
- Tierelierelier, wat ga je kopen
- Timpe tampe tovenaar
- Tikke takke regen
- Twee kleine eendjes
- Veulentje
- Vlieg op dikke vlieg, dikke bromvlieg
- Waar zit wat
- Wakker worden
- Wat een leuke pop!
- Wat ik kan
- Wat waait het weer!
- Water
- Wie koopt een hoed van Loet?
- Windje waai
- Winterliedje
- Zebra
- Zeg Roodkapje waar ga je heen
- Zeg toch es wat
- Zie je de kastanjes aan de bomen
- Zielepiet
- Zo gaat dat
- Zoek es even mee
- Zomer
- Zwarte Piet wat laat je me toch schrikken
- Zwarte Piet wiede wiet

### Tekstdichter
Bron: Buma/Stemra.
- Dit is het mannetje Vingerling
- Heksen toer
- Kleuterdeuntjes
- Loetje de Hoedjesman - drie minimusicals voor kinderen van 4 tot 7 jaar. Uitgave De Toorts, Haarlem, 1984
- Straatmuzikant
- Wegwijsjes (ism Verbond voor veilig verkeer)

### Toegeschreven aan Herman Broekhuizen
LP Peuterdeuntjes (1976) (echter niet terug te vinden in Buma/Stemra)
- Dikkie, Dikkie Duim
- Het ene wangetje
- Bummele bammele botervloot
- Tingeling... deurtje open

LP Hallo kindertjes van het hele land: Kleutertje luister-liedjes (zonder jaar)
- Tiere liere let, let, let

### Componist of muziekbewerker
Naast eigen werk heeft Broekhuizen ook bestaande kinderliedjes op muziek gezet of de muziek bewerkt. Deze teksten (vaak traditionele kinderliedjes) worden soms ten onrechte aan hem toegeschreven. Hij componeerde muziek voor onder meer 'De Bibelebonse Berg', 'Piet de smeerpoets' (tekst van Annie M.G. Schmidt), 'Lentegeheim' en 'de Magische klok'.
Broekhuizen bewerkte muziek voor bekende liedjes als 'Tussen Keulen en Parijs', 'Schip moet zeilen', 'De poppenkraam', 'Op een klein stationnetje', 'Schipper mag ik overvaren', 'Vinger in de hoed', 'Daar loopt een schipperskind', 'Op straat', 'Daar liep een oude vrouw', 'Mitte confitte', 'De speeltuin', 'Als m'n vader en m'n moeder naar de markt' en meer bestaande liedjes.
- Digitale Bibliotheek voor de Nederlandse Letteren: broe175
- Gemeinsame Normdatei: 1112292314
- International Standard Name Identifier: 0000 0003 6914 4849
- Nederlandse Thesaurus van Auteursnamen: 068916795
- Virtual International Authority File: 284083569
- WorldCat: E39PBJktmgWrY4yBdJcvxHjKVC